# Engelomyia tarsata
Engelomyia tarsata là một loài ruồi trong họ Tachinidae.